# Cijengkol (Cilograng)
Cijengkol is een bestuurslaag in het regentschap Lebak van de provincie Banten, Indonesië. Cijengkol telt 4233 inwoners (volkstelling 2010).